# Berufsfachschule für Ernährung und Versorgung Maria Stern Augsburg

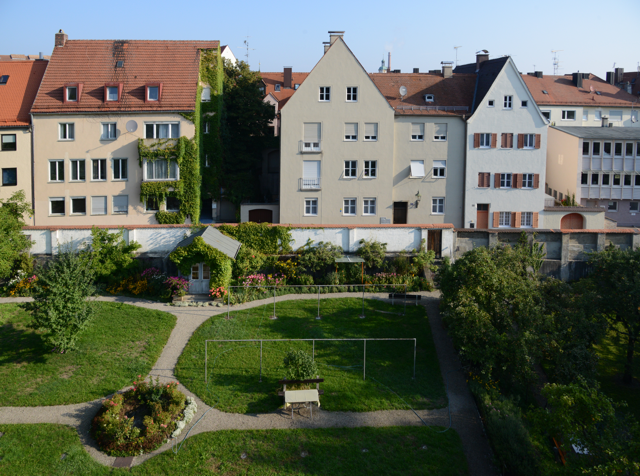
Der Garten der Berufsfachschule Maria Stern Augsburg im Kloster St. Elisabeth

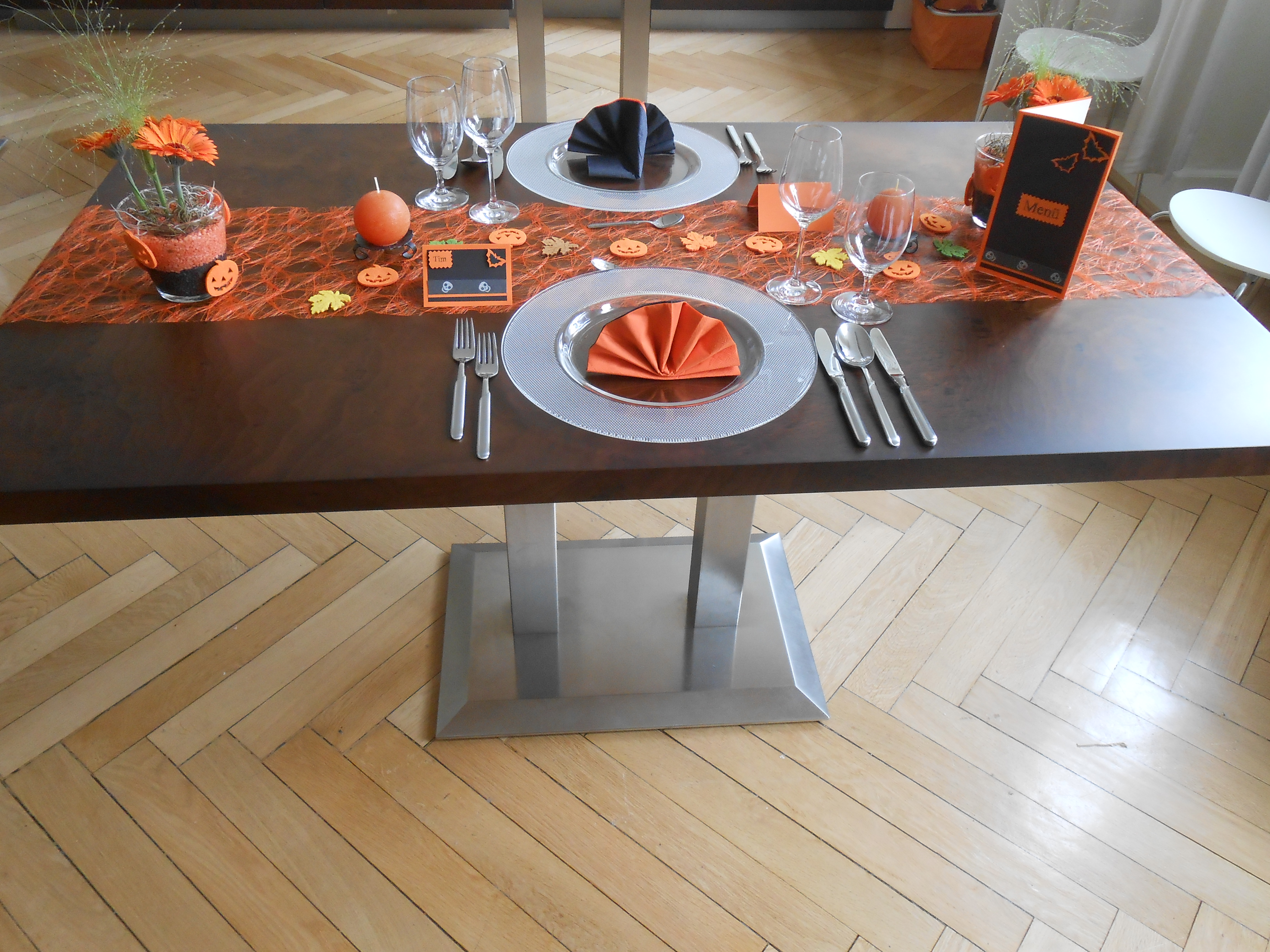
Gedeckter Tisch

Die katholische Berufsfachschule für Ernährung und Versorgung Maria Stern Augsburg (ehemals Berufsfachschule für Hauswirtschaft) ist eine Berufsfachschule in Augsburg. Sie bietet die Ausbildungsberufe Assistent für Ernährung und Versorgung sowie Hauswirtschafter an und ist in den Räumen des Klosters St. Elisabeth im Augsburger Stadtbezirk Bleich und Pfärrle untergebracht. Träger ist das Schulwerk der Diözese Augsburg.

## Geschichte
1828 erhielt das Kloster Maria Stern von König Ludwig I. den Auftrag, sich der Mädchenbildung zu widmen. Im Jahr 1926 gab es ein Kindergärtnerinnenseminar, die höhere Mädchenschule, die Frauenschule, die Haushaltungsschule sowie die Mädchenmittelschule. Nachdem während des Dritten Reiches die Schulen durch die Nationalsozialisten geschlossen wurden, nahm das Kloster Maria Stern nach dem Zweiten Weltkrieg die berufliche Mädchenbildung wieder auf.
Ab 1951 fanden die ersten Grundlehrgänge für Hauswirtschaft und Sozialberufe statt. Im Laufe der Zeit wurden aus den Schulen die Fachakademie für Sozialpädagogik, die Fachakademie für Hauswirtschaft und die Berufsfachschule für Hauswirtschaft und Kinderpflege.
1979 übernahm das Schulwerk der Diözese Augsburg die Trägerschaft der beruflichen Schulen vom Orden der Franziskanerinnen von Maria Stern.
2013 erhielt die Berufsfachschule für Hauswirtschaft durch das Bayerische Staatsministerium für Unterricht und Kultus den neuen Namen Berufsfachschule für Ernährung und Versorgung.

## Profil
Die Berufsschule Maria Stern bietet Ausbildungen in Hauswirtschaft, Ernährung und Versorgung an. In drei Jahren kann die schulische Berufsausbildung als Hauswirtschafter/Hauswirtschafterin nach dem Berufsbildungsgesetz bzw. als Assistent/Assistentin für Ernährung und Versorgung absolviert werden. Bei bereits vorliegendem mittleren Schulabschluss kann die Ausbildungszeit auf zwei Jahre verkürzt werden. Die Schüler haben außerdem zusätzlich die Möglichkeit, den mittleren Schulabschluss – falls noch nicht vorhanden – zu erwerben. Bei gleichzeitigem Besuch der Berufsschule Plus kann außerdem die Hochschulreife erlangt werden. Als einzige Berufsfachschule in Schwaben bietet die Berufsfachschule für Ernährung und Versorgung Maria Stern im Fach Englisch das KMK-Englischzertifikat für Gastronomieberufe (Stufe I) im dritten Ausbildungsjahr an.
Als katholische Schule haben Schulleitung und Kollegium den Auftrag, neben der Vermittlung von Fachkompetenz vor allem auch christliche Werte zu vermitteln und zu leben, um die jungen Menschen bei ihrer Suche nach Lebensbewältigung und Selbstfindung zu unterstützen.
Neben dem allgemeinbildenden Unterricht wie z. B. Deutsch, Religion, Sozialkunde gehören zum fachlichen Unterricht Ernährung, Speisenzubereitung und Service, Haushaltstechnologie, Erziehung und Betreuung, Raum- und Textilpflege, Textiles Gestalten und Gestalten von Räumen. Als Wahlpflichtfächer sind zudem Hotellerie- und Gastronomie sowie Projektorientiertes Arbeiten feste Bestandteile des Lehrplans. Begleitend zur schulischen Ausbildung absolvieren die Berufsfachschüler verschiedene Praktika im Familienhaushalt, im Großbetrieb sowie im Gastronomie- und Hotelleriebereich. Auch der Besuch von Fachmessen (z. B. Bio-Fach, Internorga) ist ein fester Bestandteil der Ausbildung. Außerdem nehmen Schüler an den Bundes- und Landesleistungswettbewerben für Auszubildende in der Hauswirtschaft teil. Zusätzlich zu den schulischen werden auch außerschulische Kompetenzen gefördert: Die Projektreihe Sternstunden vermittelt mit der Organisation und Durchführung von verschiedenen Aktionen soziale und berufliche Schlüsselkompetenzen. Die Schüler arbeiten in unterschiedlichen Projekten mit dem Bayerischen Fernsehen zusammen.